# Église Saint-Barthélemy de Cahors
Pour les articles homonymes, voir Église Saint-Barthélemy.
L'église Saint-Barthélemy de Cahors est une église catholique située à Cahors, en France.

## Localisation
L'église est située dans le département français du Lot, sur la commune de Cahors.

## Historique
L'église a d'abord portée le vocable de saint Étienne. Elle doit faire partie des établissements religieux cités dans le testament de saint Didier. C'est à partir du début du XIVe siècle que le vocable de saint Barthélemy s'est progressivement imposé.
Un pan de mur, datable du XIIe siècle, est la partie la plus ancienne de l'église. L'église est en mauvais état en 1320. Le pape Jean XXII donne l'impulsion pour la reconstruire car c'est l'église dans laquelle il a été baptisé. Jeanne de Frézapa est autorisée à y construire une chapelle en 1321. Pierre Duèze, en 1324, et son fils Arnaud, en 1332, y ont fondé des chapellenies. Cela n'a pas suffi à terminer la reconstruction de l'église. Une partie des voûtes a dû être réalisée dans la première moitié du XVe siècle.
L'édifice est classé au titre des monuments historiques en 1933.
Plusieurs objets (tableaux, reliquaires) sont référencés dans la base Palissy.

## L'harmonium
En 2018, il y toujours l'harmonium à la tribune qui comporte un clavier de 54 notes (do mineur/do majeur), dix registres, à la console et deux grosses pédales pour actionner la soufflerie mécanique (machine Barker) ; de la Maison Merry and Son's[réf. nécessaire].
Le buffet, que, nous pouvons voir à la tribune, est du facteur d'orgue John Abbey et non pas du facteur d'orgue Jean-Baptiste Stoltz, qui comporte uniquement des tuyaux de Montres, de 8' de Roy, soit 2,64 mètres de hauteur, en alliage d'étain et de plomb, de la façade muette du buffet ; il n'y a pas de tuyaux d'orgue dans le buffet, en lui-même, posés sur des sommiers, à la verticale.